# Kanonen auf Spatzen
Kanonen auf Spatzen ist das erste Livealbum der deutschen Alternative-Rock-Band Beatsteaks. Es erschien am 2. Mai 2008 in einer erweiterten Version, die zwei CDs und eine DVD enthält, und einer Standard-Version, die nur aus der ersten CD der erweiterten Version besteht. Am 15. August 2008 folgte eine Vinyl-Variante des Albums. Sie wurde zudem als Boxset veröffentlicht, das neben drei LPs und einem Poster noch die zwei CDs und die DVD der erweiterten Version umfasst.

## Entstehung

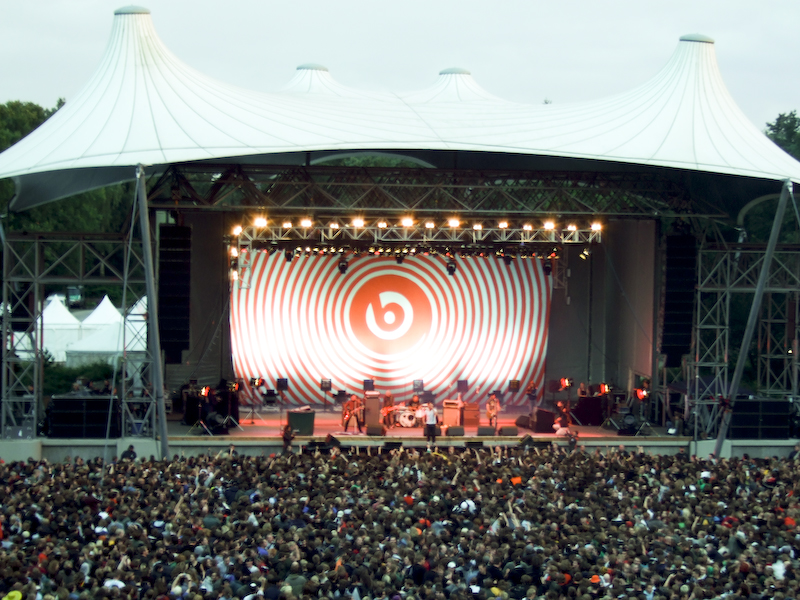
Blick auf die Bühne

„Wir fühlen uns auch oft wie Spatzen, wenn da so viele Leute vor uns stehen. Thomas kam mit Kanonen auf Spatzen, und allen war sofort klar: Das ist der Titel!“

Die zwei Live-CDs sind zusammengestellt aus insgesamt 90 aufgenommenen Konzerten während der großen Beatsteaks-Tour 2007, die am 7. Juli 2007 schließlich in der Berliner Kindl-Bühne Wuhlheide vor 17.500 Menschen endete.
Während der Tour spielten sie in kleinen Clubs in Deutschland, Österreich, der Schweiz und den Niederlanden, aber auch in großen Hallen und auf großen Festivals, wie z. B. Rock am Ring, Rock im Park oder dem Highfield-Festival.
Moses Schneider, Produzent der Band, und Co-Produzent Tom Körbler hörten sich in kürzester Zeit durch sämtliche 759 Mitschnitte, um die Aufnahmen auszuwählen, welche letzten Endes auf dem Doppelalbum zu finden sind. Zusammen mit den Bandmitgliedern, welche nur ungefähr die Hälfte der Songs hörten, entschieden sie sich für die Tracklist.
„As I Please ist auch hier der knallende Opener, gefolgt von Klassikern wie Atomic Love oder I Don’t Care as Long as You Sing und schließlich mit Höhepunkten wie Soljanka oder Sharp, Cool & Collected“, sagte Moses Schneider. Hauptsächlich vertreten sind Stücke der Alben Smack Smash und Limbo Messiah. Auf der zweiten CD befindet sich unter anderem auch der Mitschnitt des Cheap-Trick-Covers Hello There.

## Titelliste

### CD 1
1. As I Please (Wuhlheide/Berlin)
2. Monster (Wuhlheide/Berlin)
3. Atomic Love (Deutschlandhalle/Berlin)
4. Big Attack (Laut) (Rock im Park/Nürnberg)
5. Cut Off the Top (Das Fest/Karlsruhe)
6. Hail to the Freaks (Das Fest/Karlsruhe)
7. I Don't Care as Long as You Sing (Das Fest/Karlsruhe)
8. Jane Became Insane (Das Fest/Karlsruhe)
9. E-G-O (Das Fest/Karlsruhe)
10. Loyal to None (Deutschlandhalle/Berlin)
11. Hey Du (OpenAir St. Gallen/St. Gallen)
12. Frieda & die Bomben (Das Fest/Karlsruhe)
13. Summer (Rock am Ring/Nürburgring) (leicht verändert)
14. Let Me in (OpenAir St. Gallen/St. Gallen)

### CD 2
1. Panic (Lido/Berlin)
2. Not Ready to Rock (Zelle/Reutlingen)
3. Demons Galore (Festival de l'Oxygene/Ax-les-Thermes)
4. Sharp, Cool & Collected (Factory/Magdeburg)
5. Meantime (Doornroosje/Nijmegen)
6. Hello There (Kulturbolaget/Malmö)
7. To Be Strong (Doornroosje/Nijmegen)
8. What's Coming Over You (Palladium/Köln)
9. Hello Joe (Soundpark Ost/Würzburg)
10. Shiny Shoes (Capitol/Hannover)
11. Soljanka (Das Fest/Karlsruhe)
12. Soothe Me (Wuhlheide/Berlin)
13. Big Attack (Leise) (MUK/Lübeck)
14. Hand in Hand (Rock im Park/Nürnberg)
15. (+ Schlecht als Hidden Track)

### Videoalbum
1. Intro
2. As I Please
3. Demons Galore
4. Monster
5. What's Coming Over You
6. Ain't Complaining
7. To Be Strong
8. Loyal to None
9. I Don't Care as Long as You Sing
10. Hail to the Freaks
11. Jane Became Insane
12. Summer
13. Panic
14. Big Attack
15. Hello Joe
16. Atomic Love
17. Hey Du
18. Frieda & die Bomben
19. Hand in Hand
20. Soothe Me
21. Cut Off the Top
22. Let Me in
23. Outro
24. Abspann

(Aufgezeichnet in der Berliner Kindl-Bühne Wuhlheide am 7. Juli 2007.)

## Singles
- Hail to the Freaks (25. April 2008)
- Hey Du (August 2008)